# Narkhed
Narkhed (o Narkher) è una città dell'India di 21.536 abitanti, situata nel distretto di Nagpur, nello stato federato del Maharashtra. In base al numero di abitanti la città rientra nella classe III (da 20.000 a 49.999 persone).

## Geografia fisica
La città è situata a 17° 53' 60 N e 75° 40' 60 E e ha un'altitudine di 461 m s.l.m..

## Società

### Evoluzione demografica
Al censimento del 2001 la popolazione di Narkhed assommava a 21.536 persone, delle quali 11.050 maschi e 10.486 femmine. I bambini di età inferiore o uguale ai sei anni assommavano a 2.582, dei quali 1.351 maschi e 1.231 femmine. Infine, coloro che erano in grado di saper almeno leggere e scrivere erano 15.535, dei quali 8.550 maschi e 6.985 femmine.